# Лужки (Смолевицький район)
Лужки (біл. вёска Лужкі) — село в складі Смолевицького району Мінської області, Білорусь. Село підпорядковане Озерицько-Слобідській сільській раді, розташоване в центральній частині області.